# Josiane Stoléru
Pour les articles homonymes, voir Stoléru.
Josiane Stoléru est une comédienne française, née le 17 décembre 1949 à Lyon 6e.

## Biographie
Sa famille paternelle est d'origine roumaine. Lyonnaise d'origine, elle suit les cours de Tania Balachova à Paris, et de l'INSAS à Bruxelles.
C'est au théâtre que Josiane Stoléru trouve ses rôles les plus importants, travaillant avec les metteurs en scène Bruno Bayen, Bruno Boëglin, Gabriel Garran, Jacques Lassalle, Patrice Kerbrat, Gérard Vergez, Irina Brook ou Michel Fagadau. On trouve peu de classiques dans son parcours, elle préfère s'investir dans le théâtre contemporain, créant des pièces de Jean-Claude Grumberg, Tilly, Loleh Bellon, Éric-Emmanuel Schmitt, Yasmina Reza ou Jean-Claude Carrière. En 2009, elle est à l'affiche de Cochons d'Inde au Théâtre Hébertot.
Elle a joué dans de nombreux films, comme Blanche et Marie, Cyrano de Bergerac et La Fabrique des sentiments où elle est la mère d'Elsa Zylberstein, et dans des téléfilms ou séries télévisées.
À la ville, Josiane Stoléru a été la femme du comédien Patrick Chesnais ; elle est la mère de leur fille Émilie Chesnais (1984), qui est également actrice. Elle est cousine de Lionel Stoléru (même grand-père paternel).

## Théâtre
- 1973 : Autocritique de Peter Handke, mise en scène Gaston Jung, Festival d'Avignon
- 1974 : La Danse macabre de Frank Wedekind, mise en scène Bruno Bayen, Théâtre de Gennevilliers
- 1974 : Yvonne, princesse de Bourgogne de Witold Gombrowicz, mise en scène Bruno Boëglin, TNP Villeurbanne
- 1975 : La Mort de Danton de Georg Büchner, mise en scène Bruno Bayen, Théâtre national de Chaillot
- 1976 : Parcours sensible 1905-1975 montage, mise en scène Bruno Bayen, Centre dramatique national de Toulouse
- 1976 : La Novia de Bruno Boëglin, mise en scène de l'auteur, Théâtre des Bouffes du Nord, TNP Villeurbanne
- 1977 : L'Amant militaire d'après La Guerre et L'Amant militaire de Carlo Goldoni, mise en scène Jacques Lassalle, Théâtre Jean Vilar Vitry-sur-Seine
- 1977 : Risibles amours de Milan Kundera, mise en scène Jacques Lassalle, Théâtre de l'Est parisien, Théâtre Jean Vilar Vitry-sur-Seine
- 1978 : Salinger de Bernard-Marie Koltès, mise en scène Bruno Boëglin, Théâtre de l’Eldorado
- 1979 : L'Atelier de Jean-Claude Grumberg, mise en scène Maurice Bénichou, Jacques Rosner et Jean-Claude Grumberg, Théâtre de l'Odéon
- 1981 : Les Trente Millions de Gladiator d'Eugène Labiche, mise en scène Françoise Petit, Théâtre du 8ème (Lyon), Théâtre des Amandiers
- 1982 : Spaghetti Bolognese de Tilly, mise en scène Michel Hermon, Théâtre Gérard-Philipe
- 1983 : Cervantes intermèdes : Le Retable des merveilles, La Sentinelle Vigilante, Le Vieillard Jaloux, La Caverne de Salamanque de Cervantes, mise en scène Jean Jourdheuil et Jean-François Peyret, Théâtre Gérard Philipe, Festival d'Avignon, Nouveau théâtre de Nice
- 1985 : Hélène 1927 de Mona Thomas, mise en scène Hélène Surgère, Studio des Mathurins
- 1986 : Le Misanthrope de Molière, mise en scène Françoise Petit, Théâtre des Célestins
- 1986 : Dybbuk de Shalom Anski, adaptation et mise en scène Bruce Myers, Almeida Theatre (Londres)
- 1987 : Conversations après un enterrement de Yasmina Reza, mise en scène Patrice Kerbrat, Théâtre Paris-Villette, Théâtre Montparnasse
- 1989 : Énorme changement de dernière minute de Grace Paley, mise en scène Lucienne Hamon, Théâtre Tristan Bernard
- 1990 : Mères, portraits d'Arnold Wesker, mise en scène Patrice Kerbrat, Festival de Sète, Espace Pierre Cardin, et 1991 en tournée
- 1992 : L'Une et l'autre de Loleh Bellon, mise en scène Patrice Kerbrat, Studio des Champs-Élysées
- 1993 : Le Visiteur d'Éric-Emmanuel Schmitt, mise en scène Gérard Vergez, Petit Théâtre de Paris
- 1995 : Les Larmes amères de Petra von Kant de Rainer Werner Fassbinder, mise en scène Michel Hermon, Théâtre national de la Colline
- 1995 : Le Visiteur d'Éric-Emmanuel Schmitt, mise en scène Gérard Vergez en tournée
- 1996 : Les Trompettes de la mort de Tilly, mise en scène de l'auteur, Théâtre de la Colline
- 1999 : Hammerklavier de Yasmina Reza, mise en scène Tilly, Maison de la Poésie
- 1999 : Dîner entre amis de Donald Margulies, mise en scène Michel Fagadau, Comédie des Champs-Élysées
- 1999 : Danser à Lughnasa de Brian Friel, mise en scène Irina Brook, Théâtre Vidy-Lausanne, MC93 Bobigny, tournée
- 2001 : Hammerklavier de Yasmina Reza, mise en scène Tilly, La Criée
- 2001 : La Ménagerie de verre de Tennessee Williams, mise en scène Irina Brook, Théâtre Vidy-Lausanne, Théâtre de l'Atelier
- 2002 : Prodige de Nancy Huston, mise en scène Gabriel Garran, Théâtre international de langue française
- 2003 : Trente ans à peine de Jean-Claude Carrière, mise en scène Gabriel Garran, Théâtre Le Poche (Genève)
- 2003 : Hammerklavier de Yasmina Reza, mise en scène Tilly, Théâtre Vidy-Lausanne
- 2003 : La Ménagerie de verre de Tennessee Williams, mise en scène Irina Brook, en tournée
- 2004 : Prodige de Nancy Huston, mise en scène Gabriel Garran, Théâtre international de langue française
- 2004 : Femmes, gare au femmes de Thomas Middleton, mise en scène Dan Jemmett, Théâtre Vidy-Lausanne, Théâtre de la Ville
- 2005 : Femmes, gare au femmes de Thomas Middleton, mise en scène Dan Jemmett, Théâtre de la Croix-Rousse
- 2006 : Conversations après un enterrement de Yasmina Reza, mise en scène Gabriel Garran, Théâtre Antoine
- 2006 : La Danse de l'albatros de Gérald Sibleyras, mise en scène Patrice Kerbrat, Théâtre Montparnasse
- 2007 : Van Gogh à Londres de Nicolas Wright, mise en scène Hélène Vincent, Théâtre de l'Atelier
- 2008 : Cochons d'Inde de Sébastien Thiéry, mise en scène Anne Bourgeois, en tournée et 2009, Théâtre Hébertot
- 2009 : Le Démon de Hannah d'Antoine Rault, mise en scène Michel Fagadau, Comédie des Champs-Élysées
- 2010 : Cochons d'Inde de Sébastien Thiéry, mise en scène Anne Bourgeois, tournée
- 2011 : Toutou d'Agnès et Daniel Besse, mise en scène Anne Bourgeois, Théâtre Hébertot
- 2012 : Doute de John Patrick Shanley, mise en scène Robert Bouvier, Festival d'Avignon
- 2013 : Doute de John Patrick Shanley, mise en scène Robert Bouvier, Petit Hébertot
- 2014 : Doute de John Patrick Shanley, mise en scène Robert Bouvier, tournée
- 2014 : Le Mensonge de Florian Zeller, mise en scène Bernard Murat, Théâtre du Jeu de Paume
- 2015 : Le Mensonge de Florian Zeller, mise en scène Bernard Murat, Théâtre Édouard VII
- 2017 : Bella Figura de et mise en scène Yasmina Reza, Théâtre Liberté (Toulon), Théâtre national populaire (Villeurbanne), La Criée
- 2019 : Le cas Eduard Einstein de Laurent Seksik, mise en scène Stéphanie Fagadau, Comédie des Champs-Elysées
- 2022 : Le Bourgeois gentilhomme de Molière, mise en scène Jérôme Deschamps, Grand théâtre, Bordeaux
- 2022 : Glenn, naissance d'un prodige de et mise en scène Ivan Calbérac, théâtre des Béliers (Festival off d'Avignon) et Théatre du Splendid
- 2023 : James Brown mettait des bigoudis de Yasmina Reza, théâtre de la Colline
- 2024 : James Brown mettait des bigoudis, de et mise en scène Yasmina Reza, Théâtre Marigny

## Filmographie

### Cinéma
- 1980 : C'est encore loin l'Amérique ? de Roger Coggio
- 1980 : L'Œil du maître de Stéphane Kurc
- 1983 : Le Bâtard de Bertrand Van Effenterre
- 1983 : Un bruit qui court de Jean-Pierre Sentier
- 1985 : Blanche et Marie de Jacques Renard
- 1988 : Fréquence meurtre d'Élisabeth Rappeneau
- 1989 : Les Deux Fragonard de Philippe Le Guay
- 1989 : Un dîner avec M. Boy et la femme qui aime Jésus-Christ (c.m.) de Pascale Ferran
- 1990 : Cyrano de Bergerac de Jean-Paul Rappeneau
- 1991 : La Différence entre l'amour (c.m.) de Pierre Trividic
- 1992 : À demain de Didier Martiny
- 1992 : Mensonge de François Margolin
- 1994 : Pas très catholique de Tonie Marshall
- 1995 : L'Année Juliette de Philippe Le Guay
- 1995 : Du soleil plein la tête (c.m.) de Patty Villiers
- 1997 : Soleil de Roger Hanin
- 2002 : Une part du ciel de Bénédicte Liénard
- 2003 : À la petite semaine de Sam Karmann
- 2004 : Wild Side de Sébastien Lifshitz
- 2008 : La Fabrique des sentiments de Jean-Marc Moutout
- 2011 : HH, Hitler à Hollywood de Frédéric Sojcher : Eve Mogerblum, la fille du producteur
- 2013 : Alceste à bicyclette de Philippe Le Guay : Raphaëlle La Puisaye
- 2019 : Le Mystère Henri Pick de Rémi Besançon
- 2025 : Dites-lui que je l'aime de Romane Bohringer

### Télévision
- 1983 : Pour Élisa de Paul Seban
- 1984 : L'An Mil de Jean-Dominique de la Rochefoucauld
- 1986 : Julien Fontanes, magistrat : Un dossier facile de Patty Villiers
- 1988 : Un cœur de marbre de Stéphane Kurc
- 1989 : Les Grandes Familles d'Édouard Molinaro
- 1990 : Les Cadavres exquis de Patricia Highsmith : L'Amateur de frissons de Roger Andrieux
- 1991 : Les Belles Américaines de Carol Wiseman
- 1992 : La Femme abandonnée d'Édouard Molinaro
- 1992 : Papa veut pas que je t'épouse de Patrick Volson
- 1994 : Le Cascadeur : Le Saut de la mort de Josée Dayan
- 1994 : Assedicquement vôtre (Vogue la galère) de Maurice Frydland
- 1994 : Le Feu follet de Gérard Vergez
- 1994 : Madame le Proviseur : Boycott de José Pinheiro
- 1994 : Le Visiteur de Gérard Vergez
- 1996 : L'Enfant du secret de Josée Dayan
- 1999 : Anne Le Guen : Une nuit de pleine lune de Stéphane Kurc
- 2000 : Les Misérables de Josée Dayan
- 2002 : Caméra Café : La Maman de Yvan Le Bolloc'h, Bruno Solo et Alain Kappauf
- 2003 : Les Liaisons dangereuses de Josée Dayan
- 2004 : Maigret : Maigret et l'ombre chinoise de Charles Némès
- 2005 : Vénus et Apollon : Soin contre temps d'Olivier Guignard
- 2007 : Chez Maupassant : L'Héritage de Laurent Heynemann
- 2007 : PJ : Convoitise de Claire de la Rochefoucauld
- 2013 : Fais pas ci, fais pas ça (saison 6)
- 2021 : L'Amour flou

## Doublage

### Cinéma

#### Films
- 1984 : Birdy : Mme Prevost (Nancy Fish) (1er doublage)
- 1985 : La Rose pourpre du Caire : Cecilia (Mia Farrow)

## Distinctions

### Nominations
- Molières 1994 : Molière de la comédienne dans un second rôle pour Le Visiteur
- Molières 2002 : Molière de la comédienne dans un second rôle pour La Ménagerie de verre
- Molières 2006 : Molière de la comédienne dans un second rôle pour Conversations après un enterrement
- Molières 2009 : Molière de la comédienne dans un second rôle pour Cochons d'Inde
- Molières 2010 : Molière de la comédienne dans un second rôle pour Le Démon de Hannah
- Molières 2017 : Molière de la comédienne dans un second rôle pour Bella figura
- Molières 2023 : Molière de la comédienne dans un second rôle pour Glenn, naissance d'un prodige
- Molières 2024 : Molière de la comédienne dans un second rôle pour James Brown mettait des bigoudis